# فرودگاه گاتویک
فرودگاه گاتویک (به انگلیسی: Gatwick Airport) یک فرودگاه همگانی مسافربری با کد یاتا LGW در شهر کراولی، ساسکس غربی کشور انگلستان است
این فرودگاه که دارای دو باند فرود آسفالت به طول ۲٬۵۶۵ و ۳٬۳۱۶ متر است، در فرودگاه ۴۷٫۵ کیلومتری جنوب لندن قرار دارد و بیشتر پروازهای آن مخصوص شهر لندن می‌باشد.

## شرکت‌های هواپیمایی و مقصدهای پروازی
The following airlines operate regular scheduled and charter flights to and from Gatwick Airport:
| شرکت‌های هواپیمایی                                     | مقصدهای پروازی |
| ----------------------------------------------------- | --- |
| ایجین ایرلاینز                                        | فصلی: آتن، هراکلین |
| ایر لینگاس                                            | دوبلین، ایرلند غربی چارتر فصلی: فریدریش هافن، ژنو، گرنوبل-ایزره، لیون-سینت اگزوپری |
| آئروفلوت                                              | شرمتیوو |
| ایر عربیا مغرب                                        | فس-سایس، ابن بطوطه طنجه، مراکش-منارا (آغاز از ۱ نوامبر ۲۰۱۷) |
| ایربالتیک                                             | ریگا |
| ایر کانادا روژ                                        | فصلی: پیرسون تورنتو، ونکوور |
| ایر اروپا                                             | مادرید-باراخاس |
| ایر مالتا                                             | مالت |
| Air Mediterranean                                     | آتن |
| Air Transat                                           | پیرسون تورنتو، ونکوور فصلی: کالگری، مونترآل-پییر الیوت ترودو |
| Aurigny                                               | گوئرنزی |
| آسترین ایرلاینز                                       | فصلی: اینسبروک |
| بلاویا                                                | مینسک |
| بی‌اچ ایر                                              | فصلی: بورگاس، وارنا |
| بریتیش ایرویز                                         | هواری بومدین، آلیکانته-الچه، اسخیپول آمستردام، و. س. برد، گرانتلی ادمز، بارسلونا-ال پرات، ال. اف. وید، بوردو–مریگناک، کانکون، کینتانا رو، دوبروونیک، ادینبرو، فارو، فورت لادردیل–هالیوود، فوئرته‌ونتورا، کریستیانو رونالدو، کریستف کلمب جنوا، گلاسگو، ماریس بیشاپ، جرزی، نورمن مانلی، لانزاروته، مالاگا، مالت، مراکش-منارا، سر سیوساگور رامگولام، ناپل، جان اف کندی، نیس کوت دازور، اوکلند، اورلاندو، پراویدنشیالز، فرنسیسکو جسا کارنئیرو، پیارکو، پونتا کانا، لئوناردو دا وینچی-فیومیچینو، رابرت ل. بریدشو، هوانورا، زالتسبورگ، خوآن سانتاماریا، سن پابلو، تمپا، تنریف جنوبی، مادر ترزای تیرانا، آرتور ناپلئون ریموند رابینسون، تورین کاسله، والنسیا، ونیز مارکو پولو، ورونا فصلی: باری، میلاس-بودروم، کگلیاری-الماس، کیپ‌تاون، کاتانیا-فونتاناروسا، دالامان، فریدریش هافن، ژنو، گرنوبل-ایزره، هراکلین، ایبیزا، اینسبروک، لارناکا، خورخه چاوز، لیموگس - بلگراد، ابراهیم نصیر، نورنبرگ (آغاز از ۳۰ نوامبر ۲۰۱۷), پافوس، گالیله، رود، سالونیک، وین |
| کاتای پاسیفیک                                         | هنگ کنگ |
| چاینا ایرلاینز                                        | تائویوان تایوان (آغاز از ۱ دسامبر ۲۰۱۷) |
| هواپیمایی کرواسی                                      | فصلی: اسپلیت |
| ایزی‌جت                                                | آبردین، اگادیر المسیره، آلیکانته-الچه، آلمریا، اسخیپول آمستردام، آتن، بارسلونا-ال پرات، باری، بازل-مولوز-فرایبورگ اروپا، بلفاست، برلین شونفلد، بلوونی گوگلیلمو مارکونی، بوردو–مریگناک، بوداپست فرنک لیست، کاتانیا-فونتاناروسا، کپنهاگ، ادینبرو، فارو، فوئرته‌ونتورا، ژنو، جبل‌الطارق، گلاسگو، گرن کناریا، فدریکو گارسیا لورکا، هامبورگ، غردقه، اینسبروک، اینورنس، جزیره من، جرزی، جان پل دوم کراکوف-بالیس، لانزاروته، لارناکا، لیسبون پورتلا، لیوبلیانا، لوگزامبورگ - فیندل، لیون-سینت اگزوپری، کریستیانو رونالدو، مادرید-باراخاس، مالاگا، مالت، مراکش-منارا، مارسی پروانس، لینیت، میلانو مالپنسا، مونپلیه - مدیترانه، مونیخ، مورسیا-سان یاویر، نانت آتلانتیک، ناپل، نیس کوت دازور، پالرمو، پالما د مایورکا، پافوس، شارل دوگل پاریس، گالیله، فرنسیسکو جسا کارنئیرو، پراگ رازیون، کفلاویک، لئوناردو دا وینچی-فیومیچینو، سن پابلو، صوفیه، اشتوتگارت، لنارت مری تالین، تنریف جنوبی، سالونیک، تولوز-بلانیاک، والنسیا، ونیز مارکو پولو، ورونا، وین، زوریخ فصلی: آیاتچو – ناپلئون بنوپارت، آنتالیا، باستیا – پورتا، بیاریتس – انگلت – بییون، میلاس-بودروم، برست برتانی، بریندیسی، سفلوونیا، خانیا، کورفو، دالامان، دوبروونیک، فیگاری ساد-کورسه، فریدریش هافن، گرنوبل-ایزره، هراکلین، ایبیزا، عدنان مندرس، کالاماتا، کلاگن‌فورت (آغاز از ۱۶ دسامبر ۲۰۱۷), جزیره کوس، لا پالما، لا روشل – ایل دو ر، منورکا، ملی جزیره میکناس، اولبیا - کاستا اسمرالدا، آره اوستشوند، ملی اکتیون، پولا، رود، زالتسبورگ، سانتیاگو د کمپوستلا، ملی سادورینی، اسپلیت، بن گوریون، تیوات، تورین کاسله، وارنا، زاکینثوس |
| easyJet Switzerland                                   | بازل-مولوز-فرایبورگ اروپا، ژنو |
| هواپیمایی امارات                                      | دوبی |
| انتر ایر                                              | چارتر فصلی: سفلوونیا، کورفو، هراکلین، جزیره کوس، رود، زاکینثوس |
| فن‌ایر                                                 | فصلی: ایوالو (آغاز از ۱۴ دسامبر ۲۰۱۷)، کیتیلا (آغاز از ۱۲ دسامبر ۲۰۱۷) |
| فلای‌بی                                                | نیوکوئی کورنوال (PSO) |
| جورجین ایرویز                                         | تفلیس |
| جرمنیا                                                | فصلی: پریشتینا چارتر فصلی: سفلوونیا، شامبری ساووی، کورفو، لمنز، لیون-سینت اگزوپری، ملی اکتیون، سمس، ملی جزیره اسکیاتوس |
| ایبریا اکسپرس                                         | مادرید-باراخاس |
| ایسلندایر                                             | کفلاویک |
| هواپیمایی عراق اجرا توسط ایراکسپلور                   | بغداد,1 سلیمانیه1 |
| Med-View Airline                                      | مرتلا محمد |
| مریدیانا                                              | ناپل، کگلیاری-الماس، اولبیا - کاستا اسمرالدا |
| مونارک ایرلاینز                                       | آلیکانته-الچه، بارسلونا-ال پرات، فارو، کریستیانو رونالدو، جبل‌الطارق، گرن کناریا، لانزاروته، لیسبون پورتلا، مالاگا، منورکا، تنریف جنوبی، زاگرب فصلی: آلمریا، آنتالیا، دالامان، دوبروونیک، فریدریش هافن، ژنو، گرنوبل-ایزره، ایبیزا، اینسبروک، کیتیلا، لارناکا، لیون-سینت اگزوپری، پالما د مایورکا، پافوس، ملی اکتیون، رود، زالتسبورگ، تورین کاسله، ونیز مارکو پولو، ورونا |
| مونته‌نگرو ایرلاینز                                    | فصلی: تیوات |
| نروجین ایر شاتل اجرا توسط Norwegian Air International | آلبورگ، آلیکانته-الچه، بارسلونا-ال پرات، فلسلند برگن، کپنهاگ، فوئرته‌ونتورا، کریستیانو رونالدو، گوتنبرگ-لاندوتر، هلسینکی، لانزاروته، گرن کناریا، مادرید-باراخاس، مالاگا، گاردرموئن اسلو، پالما د مایورکا، سولا استاوانگر، استکهلم-آرلاندا، تنریف جنوبی، ورنس تروندهایم فصلی: بوداپست فرنک لیست، سفلوونیا، خانیا، کورفو، دوبروونیک، فارو، گرنوبل-ایزره، ایبیزا، کفلاویک، لارناکا، رونیمی، زالتسبورگ، ملی سادورینی، اسپلیت، ترومسا |
| نروجین ایر شاتل اجرا توسط Norwegian Air UK            | مینیسترو پیستارینی (آغاز از ۱۴ فوریه ۲۰۱۸)، چانگی سنگاپور (آغاز از ۲۸ سپتامبر ۲۰۱۷) |
| نروجین ایر شاتل اجرا توسط نروجین لانگ هاول            | آستین (آغاز از ۲۷ مارس ۲۰۱۸), لوگان، اوهر شیکاگو (آغاز از ۲۵ مارس ۲۰۱۸), دنور (آغاز از ۱۷ سپتامبر ۲۰۱۷)، فورت لادردیل–هالیوود، لس‌آنجلس، جان اف کندی، اوکلند، اورلاندو، سیاتل-تاکوما (آغاز از ۱۶ سپتامبر ۲۰۱۷) فصلی: مک‌کاران |
| نوول‌ایر                                               | چارتر فصلی: دیربا–زارزیس، منستیر – حبیب بورقیبه |
| پگاسوس ایرلاینز                                       | فصلی: دالامان |
| هواپیمایی پادشاهی مراکش                               | محمد پنجم، مراکش-منارا، رباط سله |
| رواندایر                                              | کیگالی |
| رایان‌ایر                                              | آلیکانته-الچه، بلفاست، کرک، دوبلین، شنن |
| Small Planet Airlines                                 | چارتر فصلی: آتن، بانجول، کورفو، خانیا، گرنوبل-ایزره، هراکلین، ایوالو، هوگسوند، سفلوونیا، جزیره کوس، لارناکا، گرن کناریا، مالت، ملی اکتیون، رود، ملی سادورینی، ملی جزیره اسکیاتوس، مادر ترزای تیرانا، ملی نا انچیالوس، زاکینثوس |
| اسمارت‌وینگز اجرا توسط تراول سرویس ایرلاینز            | پراگ رازیون |
| سان اکسپرس                                            | عدنان مندرس |
| سوئیس اینترنشنال ایرلاینز                             | فصلی: ژنو، زوریخ |
| تاپ پرتغال                                            | لیسبون پورتلا، فرنسیسکو جسا کارنئیرو |
| Thomas Cook Airlines                                  | آنتالیا، بورگاس، میلاس-بودروم، کانکون، کینتانا رو، دالامان، النفیضه حمامات، فوئرته‌ونتورا، فرنک پئیز، هراکلین، غردقه، عدنان مندرس، گرن کناریا، لانزاروته، مالت, مرسی عالم, (آغاز از ۲۶ اکتبر ۲۰۱۷) پونتا کانا، تنریف جنوبی فصلی: آلمریا، بانجول، گرانتلی ادمز، کیپ‌تاون، کایو کوکو، کورفو، دیربا–زارزیس، فارو، ژنو، دابولیم، کریستف کلمب جنوا، گرنوبل-ایزره، هراکلین، ایبیزا، اینسبروک، ال لیدا-الگوآیره، کالاماتا، کاوالا، سفلوونیا، جزیره کوس، لارناکا، لمنز، منورکا، ناپل، اولبیا - کاستا اسمرالدا، اورلاندو، پالما د مایورکا، پافوس، ملی اکتیون، رئوس، رود، رونیمی، امیلکر کبرل، زالتسبورگ، ملی سادورینی، ملی جزیره اسکیاتوس، صوفیه، اسپلیت (آغاز از ۱۴ مه ۲۰۱۸)، سالونیک، تورین کاسله، زاکینثوس |
| Thomson Airways                                       | اگادیر المسیره، آلیکانته-الچه، رابیل، کانکون، کینتانا رو، فوئرته‌ونتورا، کریستیانو رونالدو، گرن کناریا، لا پالما، لانزاروته، دنیل اودوبر کیروش، لوکسار، مالاگا، مالت، مراکش-منارا، مرسی عالم، سر سیوساگور رامگولام، سنگستر، پافوس، ال آی سی. گوستاو دیاز اورداز، امیلکر کبرل، تنریف جنوبی، خوآن گئوآلبرتو گومس فصلی: آلمریا، فرتیلیا، آنتالیا، کویین بیاتریکس، گرانتلی ادمز، میلاس-بودروم، بورگاس، کاتانیا-فونتاناروسا، خانیا، باندرانیکی، کورفو، دالامان، دوبروونیک، فارو، جیرونا-کاستا براوا، هراکلین، ایبیزا، عدنان مندرس، خرز، کاوالا، سفلوونیا، جزیره کوس، لارناکا، منورکا، ناپل، اولبیا - کاستا اسمرالدا, اورلندو سنفورد، پالما د مایورکا، گریگوریو لوپرون، پوکت، فو کوئوک (آغاز از ۱ نوامبر ۲۰۱۷)، ملی اکتیون، پولا، پونتا کانا، رئوس، کفلاویک، رود، سمس، ملی سادورینی، ملی جزیره اسکیاتوس، اسپلیت، هوانورا, سالونیک، وارنا (آغاز از ۱۱ مه ۲۰۱۸)، ونیز مارکو پولو، زاکینثوس چارتر فصلی: شامبری ساووی، لیرین فاگرنس، ژنو، اینسبروک، ایوالو، کیتیلا، کوسامو، زالتسبورگ، صوفیه، تیوات، تولوز-بلانیاک، تورین کاسله، ورونا |
| تیانجین ایرلاینز                                      | چنگچینگ ییانگبی، تیانجین بینهای |
| تونس ایر                                              | تونس قرطاج |
| ترکیش ایرلاینز                                        | آتاترک، صبیحه گوکچن |
| هواپیمایی بین‌المللی اوکراین                           | بوریسپیل |
| ویرجین آتلانتیک                                       | گرانتلی ادمز، کانکون، کینتانا رو، خوزه مارتی، مک‌کاران، سنگستر، اورلاندو، هوانورا، خوآن گئوآلبرتو گومس |
| ویرجین آتلانتیک اجرا توسط ویرجین آتلانتیک             | و. س. برد، گرانتلی ادمز، ماریس بیشاپ، هوانورا، آرتور ناپلئون ریموند رابینسون |
| ویولینگ                                               | آستوریاس، بارسلونا-ال پرات، بیلبائو، پره‌تولا، شارل دوگل پاریس، رن - سن-ژاک، لئوناردو دا وینچی-فیومیچینو، سانتیاگو د کمپوستلا |
| وست جت                                                | کالگری، پیرسون تورنتو فصلی: ادمونتون، مک‌دونالد-کارتیر اتاوا، سنت جان، ونکوور، وینیپگ جیمز آرمسترانگ ریچاردسون |
| ویز ایر                                               | هنری کواندا |
| واو ایر                                               | کفلاویک |

Notes
- ^  هواپیمایی عراق' flights between Gatwick and Baghdad stop in مالمو. However, the airline does not have the rights to transport passengers solely between Gatwick and Malmö.